# Michel Haïssaguerre

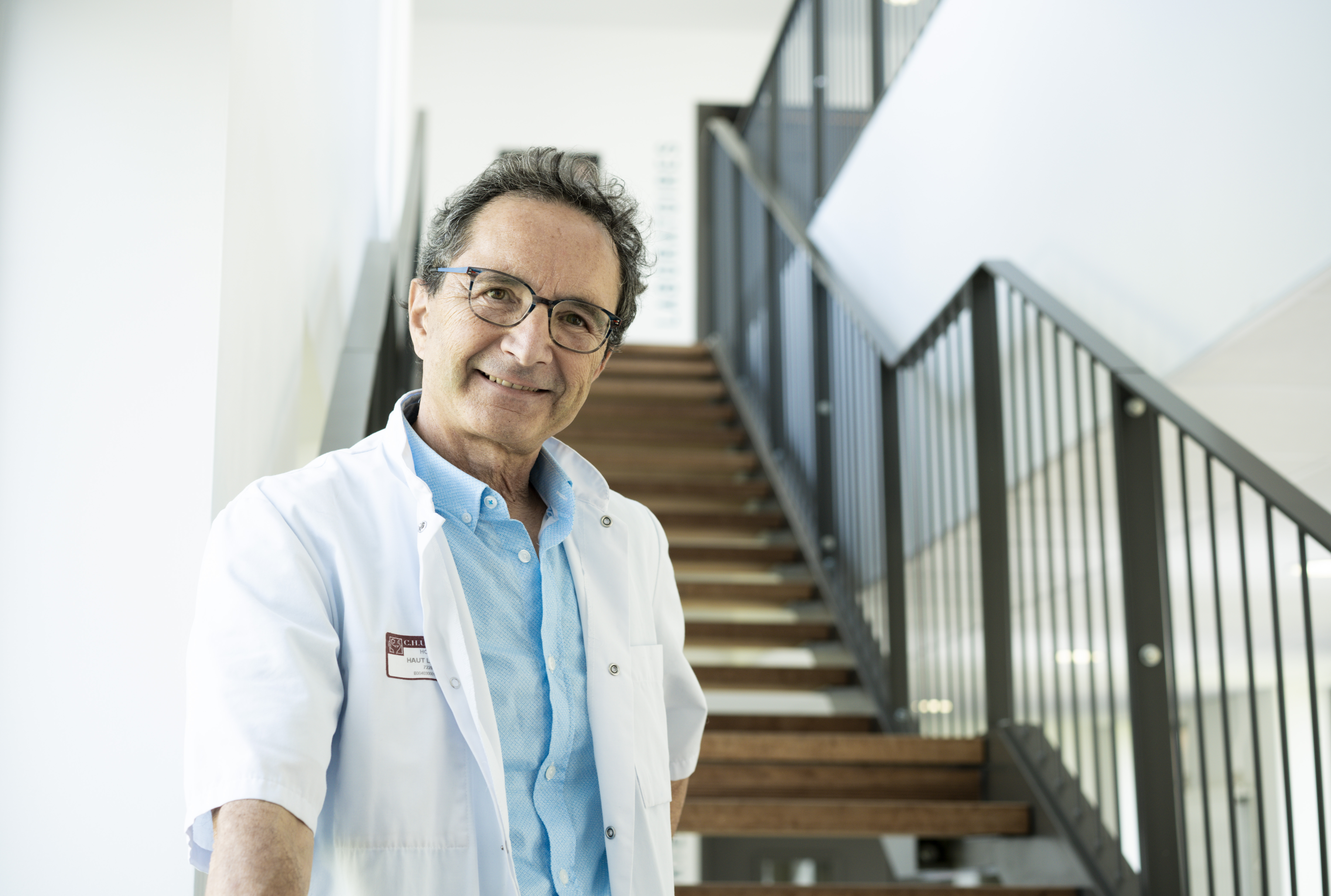
Michel Haïssaguerre (2020)

Michel Haïssaguerre (* 5. Oktober 1955 in Bayonne) ist ein französischer Kardiologe und Professor an der Universität Bordeaux (Victor Segalen) und Leiter der Kardiologie und Elektrophysiologie am Universitätskrankenhaus Bordeaux.
Haissaguerre wurde 1982 in Medizin promoviert und erhielt 1984 sein Facharztdiplom in Kardiologie.
In den 1990er Jahren entwickelte er die Technik der Pulmonalvenenisolation (Katheter-Ablation) zur Therapie von Vorhofflimmern. Zuvor hatte er entdeckt, dass der Auslöser des Flimmerns bei den Lungenvenen liegt und nicht wie bis dahin angenommen im Vorhof (außerdem konnte er später die Ursache weiter auf Purkinje-Zellen einengen). Seine Klinik ist eines der weltweit führenden Zentren für Elektrophysiologie und speziell Ablationstherapie von Vorhofflimmern.
2010 erhielt er den Louis-Jeantet-Preis. 1982 erhielt er den Prix Robert Debré, 1992 den Prix Ela Medical, 2004 den Pionier in Cardiac Electrophysiology Award der North American Society of Pacing and Electrophysiology (NASPE), 2010 den Lefoulon-Delalande Preis des Institut de France, 2009 den Mirowski Award und 2003 den Best Scientist Grüntzig Award der European Society of Cardiology. 2015 erhielt er die Goldmedaille der European Society of Cardiology.
2010 wurde er Mitglied der Academie des Sciences
2019 erhielt er den Luigi Luciani Electrophysiology award.